# Leopold Mantler
Leopold Mantler (* 30. Juni 1919 in Hollabrunn; † 2. Mai 2011 in Großmeiseldorf) war ein österreichischer Politiker (ÖVP) und Landwirt. Er war von 1962 bis 1969 Mitglied des Bundesrates und von 1969 bis 1979 Abgeordneter zum Landtag von Niederösterreich.

## Leben
Mantler besuchte nach der Volks- und Hauptschule eine Weinbauschule und war beruflich als Landwirt tätig, wobei ihm der Berufstitel Ökonomierat verliehen wurde. Er engagierte sich ab 1950 als Gemeinderat und wurde 1955 zum Bürgermeister von Großmeiseldorf gewählt. Nach der Zusammenlegung der Gemeinde mit Ziersdorf 1972 übernahm Mantler das Amt des Bürgermeisters in der neu gebildeten Gemeinde und übte dieses Amt bis 1981 aus. Zudem war er ab 1960 Bezirksbauernratsobmann des Bezirkes Ravelsbach und von 1960 bis 1965 Landeskammerrat der Niederösterreichischen Landes-Landwirtschaftskammer. Er vertrat die ÖVP vom 14. Dezember 1962 bis zum 19. Oktober 1969 im Bundesrat und war vom 4. Dezember 1969 bis zum 19. April 1979 Landtagsabgeordneter.
Leopold Mantler starb am 2. Mai 2011 in Großmeiseldorf.